# Wolseley 4/50
Die äußerlich sehr ähnlichen Modelle Wolseley 4/50 und Wolseley 6/80 waren die ersten Nachkriegsmodelle von Wolseley. Sie wurden 1948 schnell in Produktion genommen und basierten auf dem Morris Oxford MO, bzw. Morris Six MS. Der 4/50 hatte einen Vierzylinder-Reihenmotor mit 1476 cm³ Hubraum und 50 bhp (37 kW), während der 6/80 eine um zwei Zylinder verlängerte Version mit 2215 cm³ Hubraum und 72 bhp (53 kW) Leistung besaß. Beide Motoren hatten eine obenliegende Nockenwelle.
Die Wagen waren gut ausgestattet und sahen mit dem runden Heckabschluss des Morris und dem aufrechten Wolseley-Kühlergrill beeindruckend aus. Häufig wurden sie von der Polizei eingesetzt – besonders der 6/80.
Beide Modelle wurden von Morris in ihrem Werk in Cowley zusammen mit dem Oxford MO gebaut. 1953/1954 wurden sie durch die Modelle 4/44, bzw. 6/90, ersetzt.

## Wolseley 4/50
Ein 4/50 wurde 1950 vom britischen Magazin The Motor getestet und erreichte eine Höchstgeschwindigkeit von 113 km/h und eine Beschleunigung von 0–100 km/h in 30,3 s. Der Benzinverbrauch betrug 10,5 l/100 km, der Testwagenpreis £ 703,-- einschl. Steuern.
In sechs Jahren entstanden 8925 Exemplare.

## Wolseley 6/80
Der 6/80 war um 18 cm länger als der 4/50 und hatte einen größeren Motor. Er hatte auch stärkere Bremsen, deren Trommeldurchmesser 254 mm betrug, gegenüber 229 mm beim 4/50.
Ein 6/80 wurde 1951 vom britischen Magazin The Motor getestet und erreichte eine Höchstgeschwindigkeit von 137 km/h und eine Beschleunigung von 0–100 km/h in 21,4 s Der Benzinverbrauch betrug 13,0 l/100 km, der Testwagenpreis £ 767,-- einschl. Steuern.
In sieben Jahren entstanden 25.281 Exemplare.